# NGC 5892
NGC 5892 este o emission-line galaxy⁠(d) situată în constelația Balanța. A fost descoperită în 1886 de către Ormond Stone⁠(d). Se află la o distanță de 33,79 de megaparseci de Pământ.